# Deceptive Bends
Albums de 10cc
How Dare You!
(1976) Live and Let Live
(1977)
Deceptive Bends est le cinquième album musical du groupe 10cc, sorti en mai 1977. Après le départ de deux musiciens à l'origine du groupe, Kevin Godley et Lol Crème, Eric Stewart et Graham Gouldman réunissent des musiciens de studios.
La pochette de l'album est une réalisation de Hipgnosis.

## Titres

### Album original
Toutes les chansons sont écrites et composées par Eric Stewart et Graham Gouldman.
| 1. | Good Morning Judge         | 2:55 |
| 2. | The Things We Do for Love  | 3:29 |
| 3. | Marriage Bureau Rendezvous | 4:04 |
| 4. | People in Love             | 3:48 |
| 5. | Modern Man Blues           | 5:35 |

| 6. | Honeymoon with B Troop       | 2:46  |
| 7. | I Bought a Flat Guitar Tutor | 1:48  |
| 8. | You've Got a Cold            | 3:36  |
| 9. | Feel the Benefit, Pt. 1-3    | 11:31 |

### Rééditions
La version remastérisée de Deceptive Bends, sortie en 1997, inclut trois titres bonus :
| 10. | Hot to Trot                      | 4:30 |
| 11. | Don't Squeeze Me Like Toothpaste | 3:39 |
| 12. | I'm So Laid Back, I'm Laid Out   | 3:46 |

## Musiciens
- Graham Gouldman : guitares, basse, dobro, orgue, tambourin, triangle, autoharpe, chant
- Eric Stewart : guitares, orgue, piano, piano électrique, Moog, maracas, chant
- Paul Burgess : batterie, tambourin, congas, vibraphone, cabasa, triangle, cloches, gong, piano
- Del Newman : arrangements des cordes
- Jean Roussel : orgue, piano électrique, claviers
- Tony Spath : piano, hautbois
- Mel Collins : saxophone